# Mieczysław Czerniawski
Mieczysław Leon Czerniawski (ur. 15 lipca 1948 w Glinnem) – polski polityk, przedsiębiorca, działacz Polskiej Zjednoczonej Partii Robotniczej, poseł na Sejm X, II, III i IV kadencji (1989–1991, 1993–2005), prezydent Łomży w latach 2010–2014.

## Życiorys
Uczył się w Zasadniczej Szkole Zawodowej w Lesku, a następnie w Technikum Przemysłowo-Pedagogicznym w Łomży. W 1977 ukończył studia na Wydziale Socjologiczno-Politycznym Wyższej Szkoły Nauk Społecznych przy KC PZPR. Od 1971 do 1972 pracował jako nauczyciel, następnie kierował zarządem powiatowym Związku Młodzieży Socjalistycznej. Od 1974 był etatowym pracownikiem Polskiej Zjednoczonej Partii Robotniczej. Był sekretarzem komitetu wojewódzkiego (1981–1986), a od 1986 do rozwiązania ostatnim I sekretarzem KW PZPR w Łomży. W latach 1986–1990 członek Centralnej Komisji Kontrolno-Rewizyjnej PZPR.
W latach 90. kierował prywatnymi spółkami. Od 1990 do 1999 zasiadał w prezydium zarządu głównego Socjaldemokracji Rzeczypospolitej Polskiej. W 1999 został przewodniczącym władz wojewódzkich Sojuszu Lewicy Demokratycznej oraz członkiem zarządu krajowego tego ugrupowania.
Sprawował mandat posła X kadencji z ramienia PZPR w okręgu łomżyńskim, II i III z listy SLD w okręgu łomżyńskim i IV kadencji z listy koalicji Sojusz Lewicy Demokratycznej – Unia Pracy w okręgu podlaskim. Od 2001 do 2005 przewodniczył Komisji Finansów Publicznych. Zasiadał w prezydium klubu parlamentarnego SLD. W 2003 został z niego usunięty po aferze z głosowaniem na „cztery ręce”, gdy okazało się, że jego kartą posłużył się inny z posłów. Pozostał jednocześnie członkiem partii.
W 2005 wycofał się z bieżącej polityki i powrócił do działalności biznesowej. W przedterminowych wyborach parlamentarnych w 2007 bezskutecznie kandydował do Sejmu z listy koalicji Lewica i Demokraci. W 2009 bez powodzenia kandydował z listy SLD-UP do Parlamentu Europejskiego w okręgu podlasko-warmińsko-mazurskim.
Został członkiem prezydium zarządu głównego Stowarzyszenia Polska-Wschód, członkiem Towarzystwa Krzewienia Kultury Fizycznej w Łomży oraz przewodniczącym Krajowej Rady Przyjaciół TKKF.
W 2010 uzyskał mandat radnego sejmiku podlaskiego, 5 grudnia tego samego roku w drugiej turze wyborów samorządowych został wybrany na urząd prezydenta Łomży. W 2014 bez powodzenia ubiegał się o reelekcję, przegrywając w drugiej turze z Mariuszem Chrzanowskim (otrzymał 32,33% głosów). Nie zdobył także mandatu radnego sejmiku.

## Odznaczenia
- Krzyż Kawalerski Orderu Odrodzenia Polski (1987)
- Srebrny Krzyż Zasługi (1980)
- Medal 40-lecia Polski Ludowej
- Złote Odznaczenie im. Janka Krasickiego
- Srebrne Odznaczenie im. Janka Krasickiego
- Brązowe Odznaczenie im. Janka Krasickiego[6]